# 東京兵器補給廠

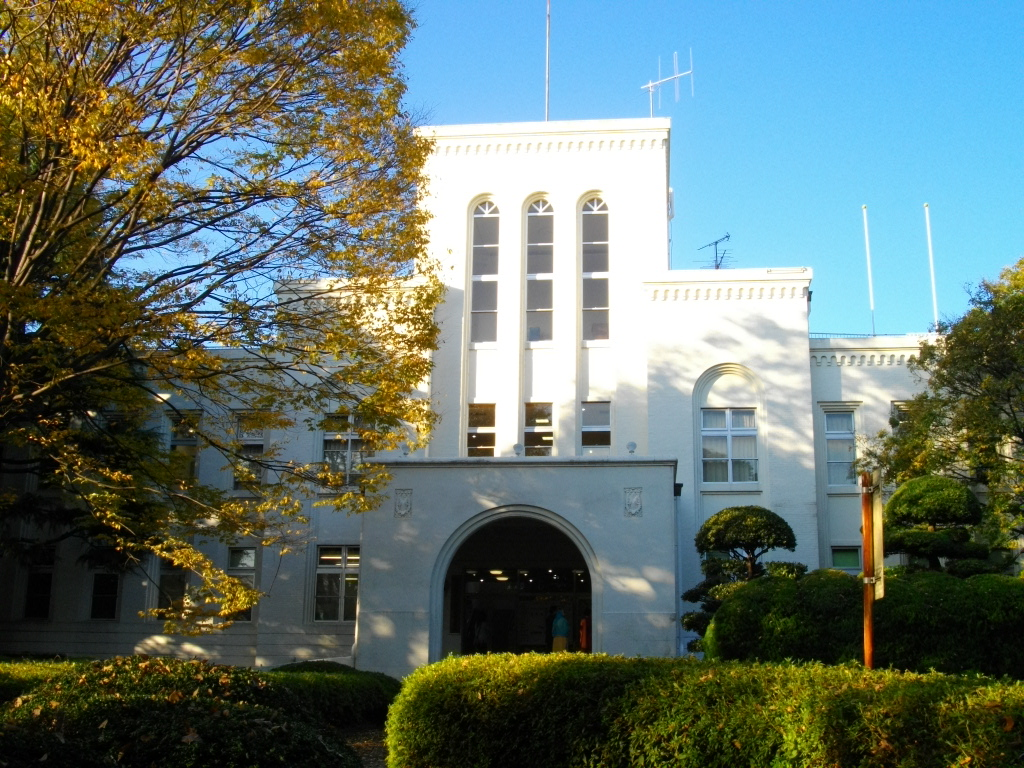
北区中央公園文化センター（旧・TOD第4地区）

東京兵器補給廠（とうきょうへいきほきゅうしょう）、TOD（ティーオーディー、英語: Tokyo Ordnance Depot）は、東京都北区・板橋区に所在する日本の旧軍用地。
本項では第二次世界大戦の敗戦以降について記述する。大日本帝国陸軍時代の施設については東京第一陸軍造兵廠、東京第二陸軍造兵廠を参照のこと。

## 概要
東京都北部（北区・板橋区）の板橋・十条・王子・赤羽近辺に所在する。東京兵器補給廠地区と東京造兵廠地区の2地区に大別され、それぞれの地区はさらに複数の地区に分かれる。大日本帝国陸軍の施設であったが、第二次世界大戦後にアメリカ軍によって接収された。
東京兵器補給廠地区は、1958年12月23日に陸上自衛隊十条駐屯地となった。
東京造兵廠地区は、1971年10月15日に日本へ返還された。これらの地区はサンフランシスコ平和条約（1951年4月28日締結・1952年4月28日発効）により連合国軍は条約の効力発生後90日以内に撤退するよう定められていたが、接収地については発効の90日後にあたる外務省告示第33号及び第34号（1952年7月26日）によってその扱いが公開され、TOD地区は無期限使用施設とされた。
しかし高度経済成長を経て1960年代末頃から東京近郊の都市化が拡大し、1967年には日本社会党・日本共産党推薦の美濃部亮吉が東京都知事に就任した。そしてベトナム戦争に対する反戦運動が高まり「王子野戦病院反対闘争」が起きた。
そうしたことから、米軍施設の集約移転について日米双方で合意した結果、TODの未返還地区についても返還されることとなった。

## 地区

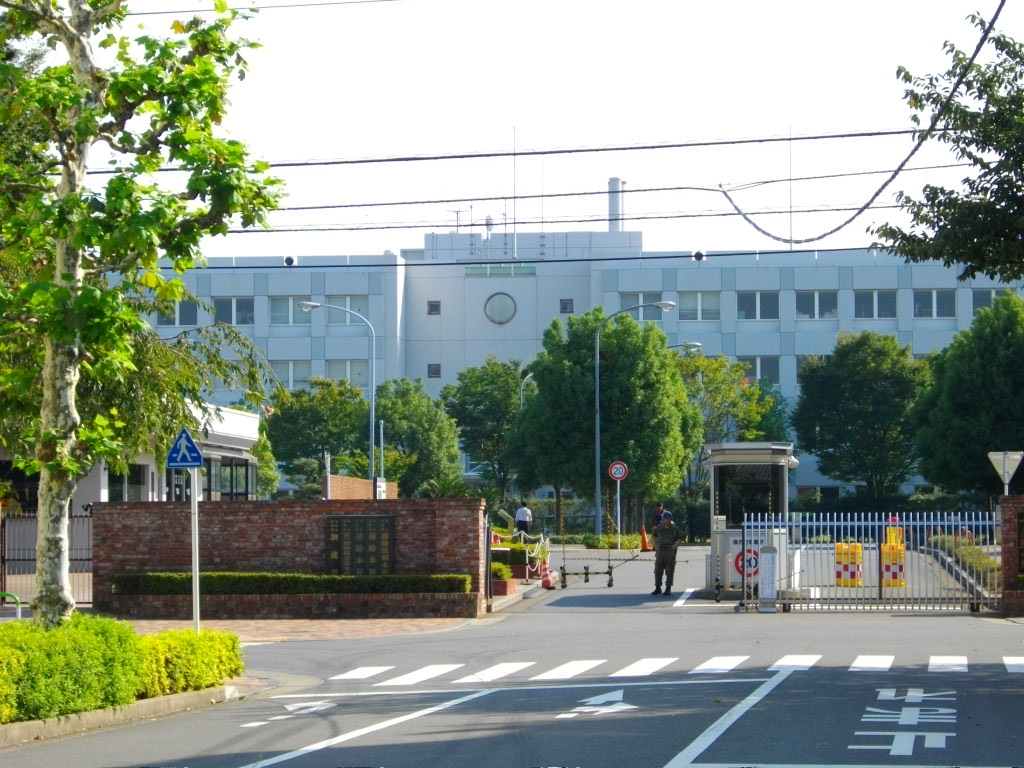
十条駐屯地（旧・TOD第4地区）

- CIC - 戦前の砲兵工科学校分校の後、東京第二陸軍造兵廠板橋製造所。返還後は板橋区立板橋第五中学校。現在の板橋区板橋4丁目（接収当時は板橋町五丁目）[1]。
- TOD第1地区 - 米軍兵器補給廠が設置された。戦前の東京陸軍兵器補給廠。返還後は中小企業信用保険公庫宿舎、警視庁宿舎、陸上自衛隊十条駐屯地赤羽地区の一部。現在の板橋区清水町・北区西が丘3丁目[1]。
- TOD第2地区 - 米軍戦車練習場が設置された。返還後の陸上自衛隊十条駐屯地赤羽地区（旧・陸上自衛隊武器補給処赤羽支処（陸上自衛隊十条駐屯地赤羽地区分屯地）・陸上自衛隊補給統制本部赤羽西地区）の一部ほか。後に赤羽自然観察公園、赤羽スポーツの森公園と、ナショナルトレーニングセンター陸上競技場となる。現在の北区赤羽西5丁目[1][3]。
- TOD第3地区 - 赤羽ハイツ（米軍住宅）が設置された。戦前の陸軍被服本廠。返還後、公団赤羽台団地、北区立赤羽台中学校、北区立赤羽台西小学校、北区立赤羽台東小学校となった。現在の赤羽台1丁目、2丁目[1]。
- TOD第4地区 - 極東陸軍地図局、第29工兵大隊が設置された。戦前の銃包製造所、戦中に東京第一陸軍造兵廠十条工場。後にASA地区・第64部隊地区を併せる。1958年に北側の一部を返還した[2]後、1961年よりキャンプ王子と呼称。1966年に部隊ハワイ移転のため閉鎖されたが返還されず、1968年にベトナム戦争開戦のため、米陸軍王子病院（王子野戦病院）が開設される。1969年12月病院閉鎖。返還後は東京都北区立中央公園・十条駐屯地・東京成徳短期大学・官舎（大蔵省・防衛庁）他となった[1]。中央公園文化センターは旧東京第一陸軍造兵廠本部で後に米陸軍司令部として使用された建造物[4]。現在の北区十条台1丁目・王子本町三丁目。
- TOD第5地区 - 米軍板橋射場が設置された。現在の板橋区加賀・北区十条台2丁目・上十条3丁目[1]。
- 稲付射場 - 戦前の工廠稲付射場。返還後は北区立梅木小学校ほか。現在の北区西が丘2丁目[1]。
- ASA地区 - 米軍保安司令部（ASA）が設置された。後にTOD第4地区に併合された[1]。
- 64部隊地区 - 後にTOD第4地区に併合された[1]。
- 貨物線 - 軍用貨物を赤羽駅に運ぶための貨物線があった。現在、赤羽自然観察公園から赤羽駅近くまでの間は「赤羽緑道公園」として、線路柄のタイルを敷き詰めて維持されている。